# Robertas Javtokas
Robertas Javtokas (* 20. März 1980 in Šiauliai, Litauische SSR, Sowjetunion) ist ein Basketballspieler aus Litauen.
Javtokas begann seine Profikarriere bei KK Šiauliai in Litauen, wo er 1997 seinen ersten Profivertrag unterzeichnete. 1999 wechselte Javtokas an die University of Arizona, bevor er im Januar 2000 nach Litauen zu BC Lietuvos Rytas wechselte. In den folgenden Jahren etablierte sich der 2,10 m große Center bei seinem Verein und konnte eine Reihe von Titeln und Auszeichnungen sammeln. Zu diesen gehören unter anderem drei litauische Meisterschaften sowie ein ULEB Cup. Im Sommer 2001 wurde Javtokas von den San Antonio Spurs an 56. Stelle des NBA-Drafts ausgewählt. 2006 wechselte er zum griechischen Verein Panathinaikos Athen, wo er 2007 das Triple erreichte. In der Saison 2010/11 stand Javtokas bei Valencia Basket Club unter Vertrag, bevor er nach Litauen zurückkehrte und bei Žalgiris Kaunas unterschrieb.
Robertas Javtokas ist ein fester Bestandteil der litauischen Nationalmannschaft und nahm mit dieser an den Europameisterschaften 2001 und 2005 sowie an den Olympischen Spielen 2004 und 2008 teil.

## Titel
- Litauischer Meister: 2000, 2002, 2006, 2012, 2013, 2014, 2014, 2015, 2016
- Griechischer Meister: 2007
- Griechischer Pokalsieger: 2007
- NEBL-Sieger: 2002
- EuroLeague: 2007
- Meister Baltische Liga: 2006, 2012
- ULEB Cup: 2005
- Silbermedaille bei Europameisterschaften: 2013, 2015
- Bronzemedaille bei Weltmeisterschaften: 2010
- Bronzemedaille bei Europameisterschaften: 2007

## Auszeichnungen
- Teilnahme am litauischen All Star Game: 2001, 2002, 2006, 2012
- MVP des litauischen All Star Game: 2002
- MVP des ULEB Cup Finals: 2005
- Sieger des litauischen All Star Game Slam Dunk Contest: 2001
- Teilnahme an Europameisterschaften: 2001, 2005, 2007, 2011
- Teilnahme an Weltmeisterschaften: 2006, 2010
- Teilnahme an Olympischen Spielen: 2004, 2008